# نظام الوصول المتقدم للمحتوى

عملية فك تشفير AACS

يعد نظام الوصول المتقدم للمحتوى ( AACS ) معيارًا لتوزيع المحتوى وإدارة الحقوق الرقمية ، ويهدف لتقييد الوصول إلى ما بعد إنشاء أقراص DVD للأقراص الضوئية ونسخها، تم إصدار المواصفات علنًا في أبريل 2005 وتم اعتماد المعيار كمخطط تقييد الوصول لأقراص دي في دي وبلو راي. تم تطويره من اتحاد يضم ديزني، وإنتل، ومايكروسوفت، وباناسونيك، وورنر براذرز، وآي بي إم، وتوشيبا، وسوني.

## روابط خارجية
- الصفحة الرئيسية لـ AACS